# جائزة تانغ
جائزة تانغ (بالصينية:唐獎) هي مجموعة من الجوائز الدولية كل سنتين تمنح للقضاة وأصحاب أعلى الأبحاث في الأوساط الأكاديمية التابعة لأكاديمية سينيكا، تايوان. ترجع بداية جائزة تانغ لرجل الأعمال التيواني صموئيل يين عام 2012.

## فئات الجائزة
تعطى الجائزة للعديد من المجالات مثل سيادة القانون، المنتجات الطبية الحيوية، علم الصينيات والتنمية المستدامة. وهي تماثل جائزة نوبل في آسيا.

## الحاصلين عليها
تقدر جائزة تانغ بحوالي 50 مليون (دولار تيواني جديد) (بما يعادل 1.67 مليون دولار أمريكي). وتقسم كالتالي:
40 مليون (دولار تيواني جديد) (ما يقرب من 1.34 مليون دولار أمريكي).
منحة بحثية بما يقرب من 10 مليون (دولار تيواني جديد).
| العام | المجال                  | الاسم                  | الجنسية          | نبذة |
| ----- | ----------------------- | ---------------------- | ---------------- | --- |
| 2016  | سيادة القانون           | لويز أربور             | كندا             | "لإسهاماتها الدائمة في مجال العدالة الجنائية الدولية، حماية حقوق الإنسان، تعزيز السلام والعدالة والأمن في داخل بلدها وخارجها، غير تأثيرها في تحسين قانون الحريات للجميع." |
| 2016  | علم الصينيات            | وليام تيودور دي الباري | الولايات المتحدة | "لإسهاماته الرائدة في الدراسات الكونفوشيوسية. فمع ما يقرب من سبع عقود أكاديمية قضاها في دراسة وكتابة ما يزيد عن ثلاثون كتابا بحثيا بحياديه كبيرة عن الكونفوشيوسية." |
| 2016  | المنتجات الطبية الحيوية | إيمانويل شاربنتييه     | فرنسا            | "لإسهاماتها في تطوير جينوم CRISPR/Cas9 المتوقع أنه سيسبب ثورة هائلة في مجال البحوث الطبية الحيوية وعلاج ومكافحة الأمراض." |
| 2016  | المنتجات الطبية الحيوية | جنيفر داودنا           | الولايات المتحدة | "لإسهاماتها في تطوير جينوم CRISPR/Cas9 المتوقع أنه سيسبب ثورة هائلة في مجال البحوث الطبية الحيوية وعلاج ومكافحة الأمراض." |
| 2016  | المنتجات الطبية الحيوية | فينغ تشانغ             | الولايات المتحدة | "لإسهاماتها في تطوير جينوم CRISPR/Cas9 المتوقع أنه سيسبب ثورة هائلة في مجال البحوث الطبية الحيوية وعلاج ومكافحة الأمراض." |
| 2016  | التنمية المستدامة       | آرثر روزنفيلد          | الولايات المتحدة | "لإسهاماته الرائدة والبارزة في مجال تحسين كفاءة الطاقة، تقليل إنبعاثات الغازات الدفيئة وغاز ثاني أكسيد الكربون والفريون." |
| 2014  | سيادة القانون           | ألبي ساكس              | جنوب إفريقيا     | "لإسهاماته البارزة في تحسين حقوق الإنسان وتحقيق العدالة على الصعيد الأقليمي والعالمي. وتكريما لدوره البارز في توعية الناس بمفهوم الحرية والكرامة ونقاط القوى والضعف للمجتمعات المحلية. عمل ساكس كناشط سياسي، محامي، باحث اجتماعي. ويحلم بإنشاء مجتمع يرتكز على قيم الديمقراطية والعدالة الاجتماعية وحقوق الإنسان الأساسية." |
| 2014  | علم الصينيات            | يو يينغ شيه            | الولايات المتحدة | "لإسهاماته البارزة في توثيق التاريخ الصيني السياسي والثقافي وإظهار الشخصيات الصينية البارزة للعالم." |
| 2014  | المنتجات الطبية الحيوية | جينس أليسون            | الولايات المتحدة | "لاكتشافه كلا من CTLA-4 وPD-1 كمناعة للجزئيات المثبطة والذي يتم استخدامه في العلاج المناعي للسرطان." |
| 2014  | المنتجات الطبية الحيوية | تاسوكو هونجو           | اليابان          | "لاكتشافه كلا من CTLA-4 وPD-1 كمناعة للجزئيات المثبطة والذي يتم استخدامه في العلاج المناعي للسرطان." |
| 2014  | التنمية المستدامة       | غرو هارلم برونتلاند    | النرويج          | لإسهاماتها ودورها القيادي في نشر وتنفيذ آليات التنمية المستدامة، ووضع تحديات علمية جديدة عن إمكانية تحقيق توازن أفضل بين التنمية الاقتصادية والسلامة البيئية والمساوة الاجتماعية لصالح البشرية |

## صور الحاصلين عليها

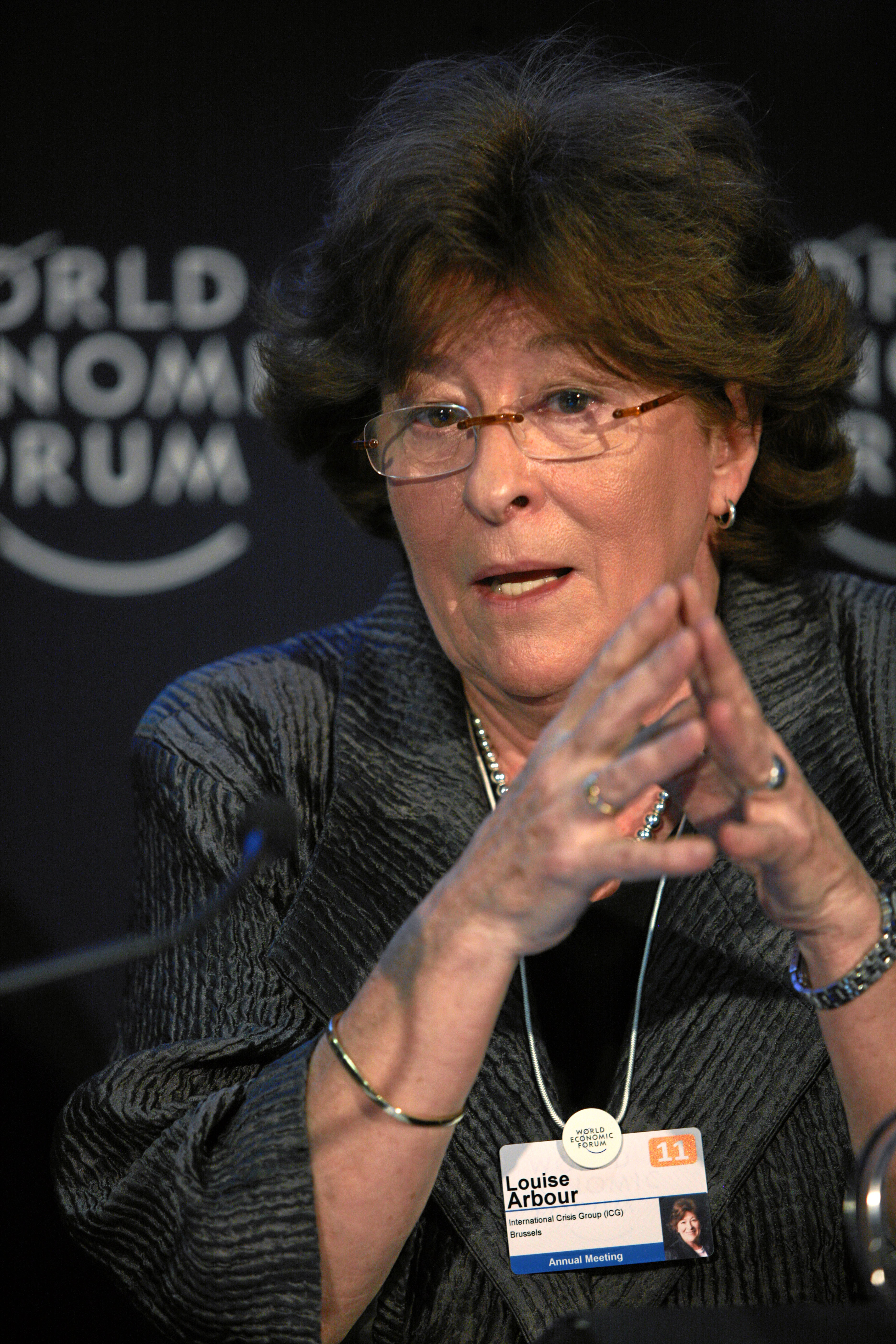
الكندية لويز أربور الحاصلة على الجائزة في مجال سيادة القانون، عام 2016.
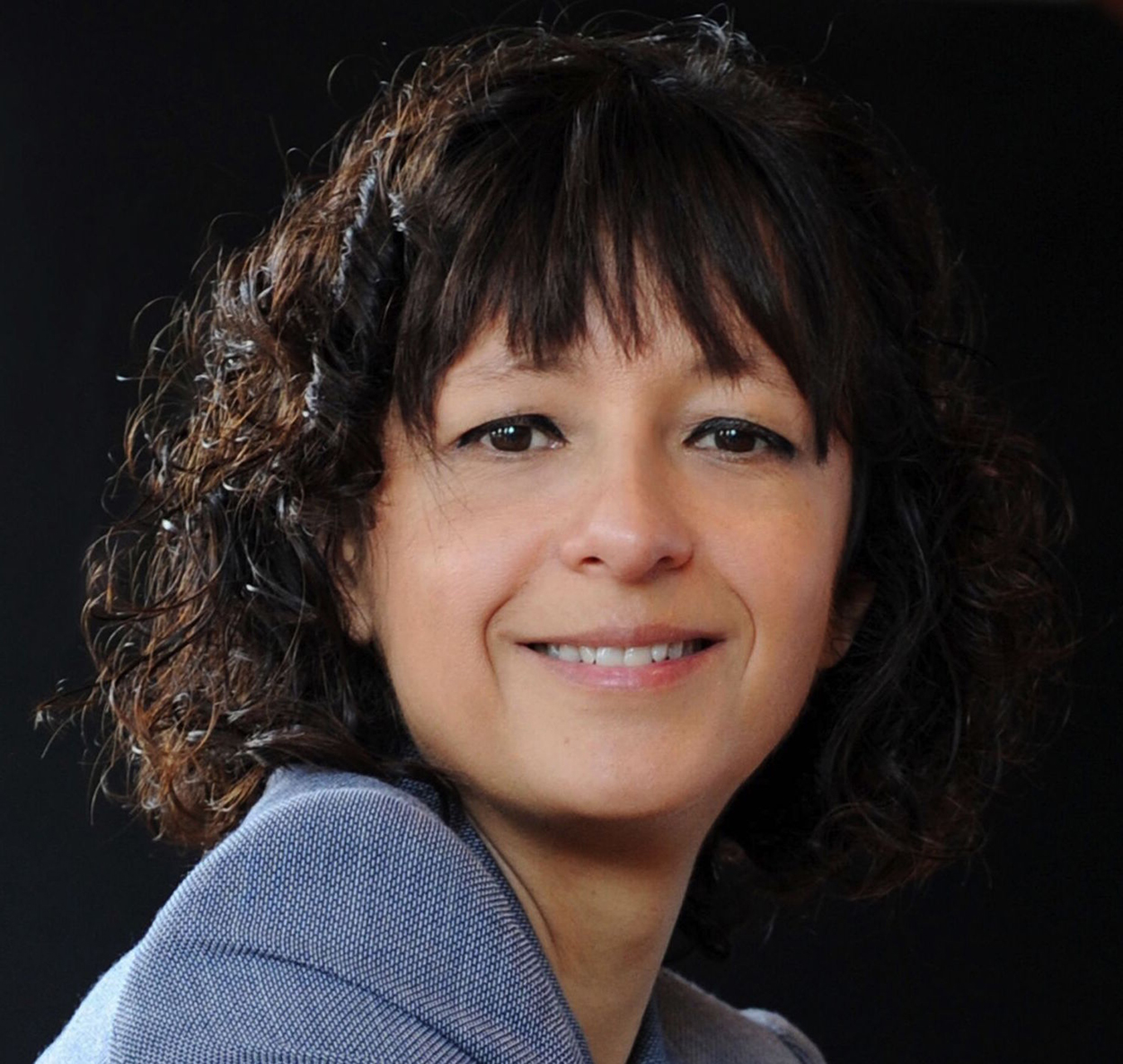
الفرنسية إيمانويل شاربنتييه الحاصلة على الجائزة في مجال المنتجات الطبية الحيوية، عام 2016.
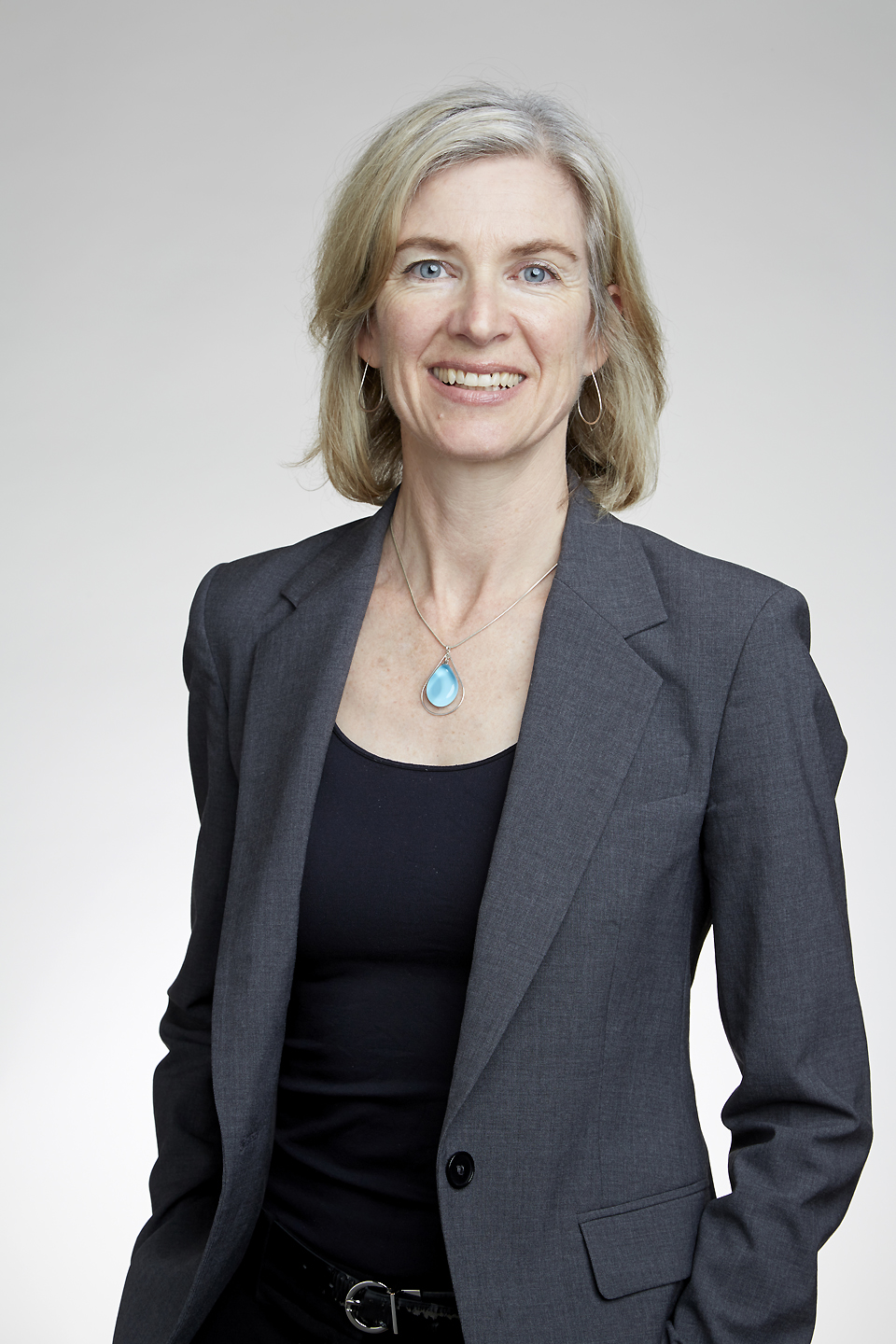
الأمريكية جنيفر داودنا الحاصلة على الجائزة في مجال المنتجات الطبية الحيوية، عام 2016.
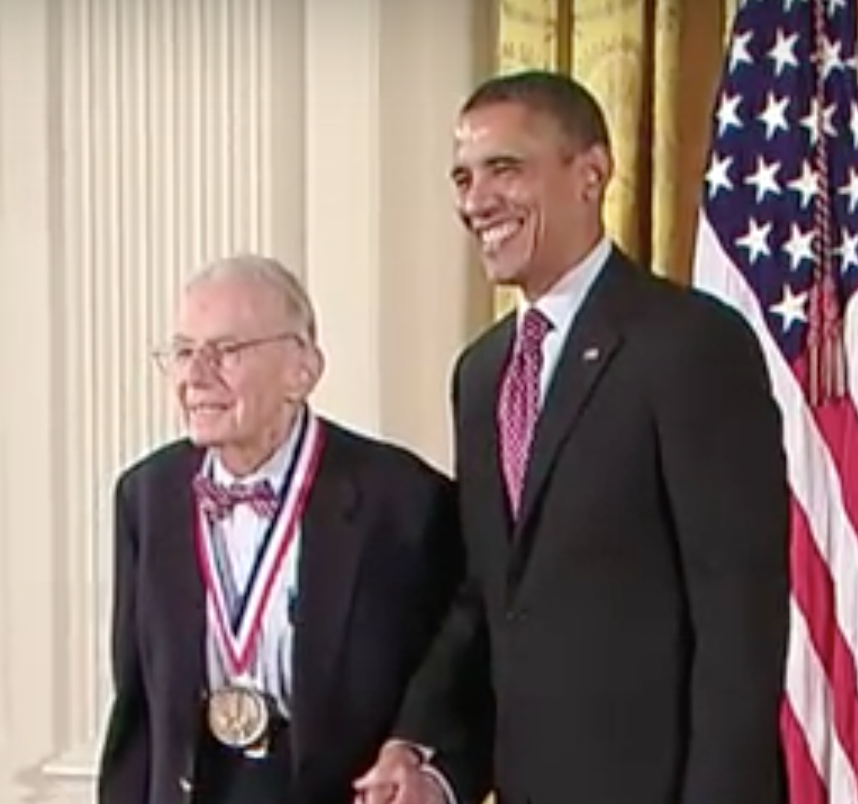
آرثر روزنفيلد الحاصل على الجائزة في مجال التنمية المستدامة، عام 2016.
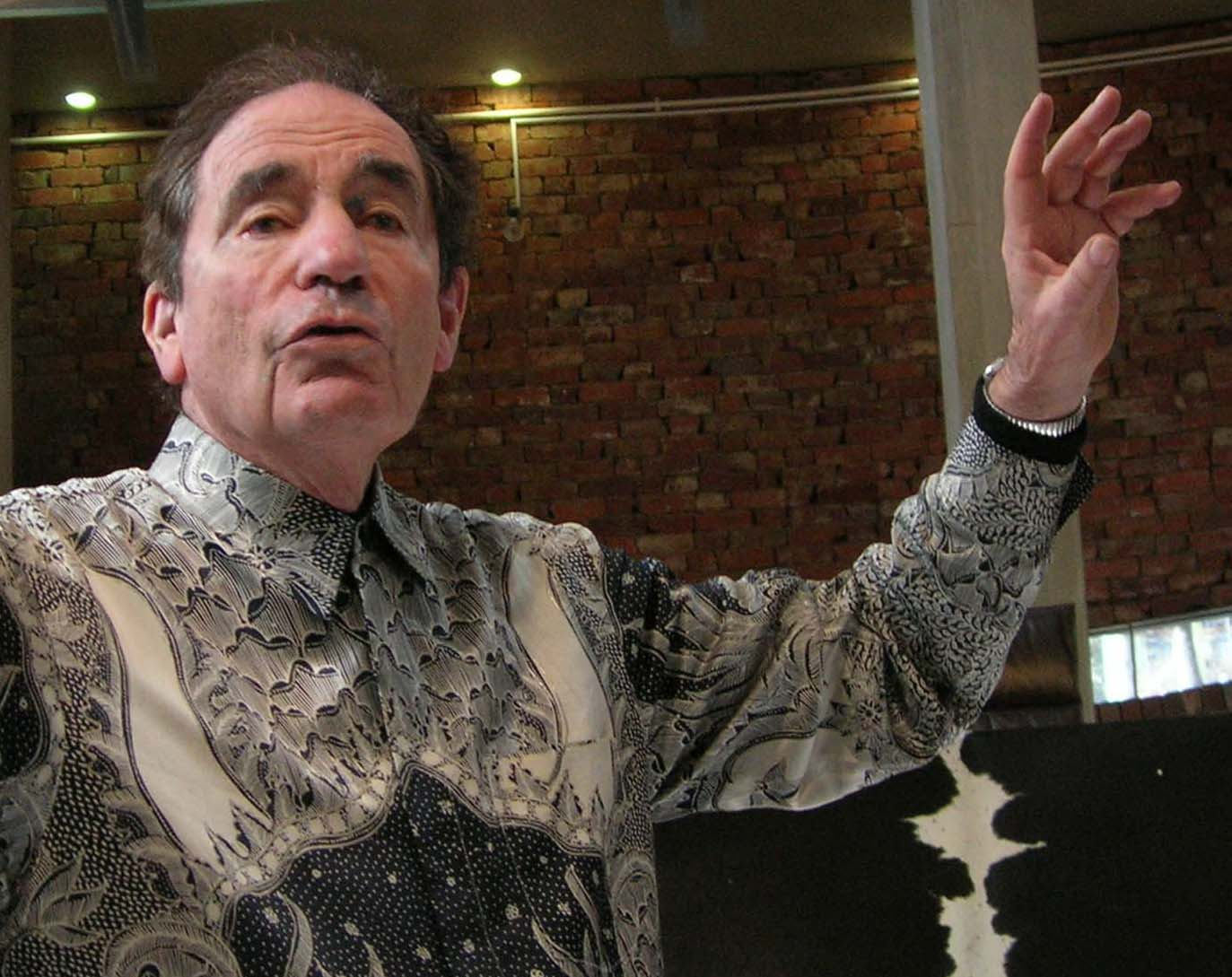
الجنوب أفريقي ألبي ساكس الحاصل على الجائزة في مجال سيادة القانون، عام 2014.
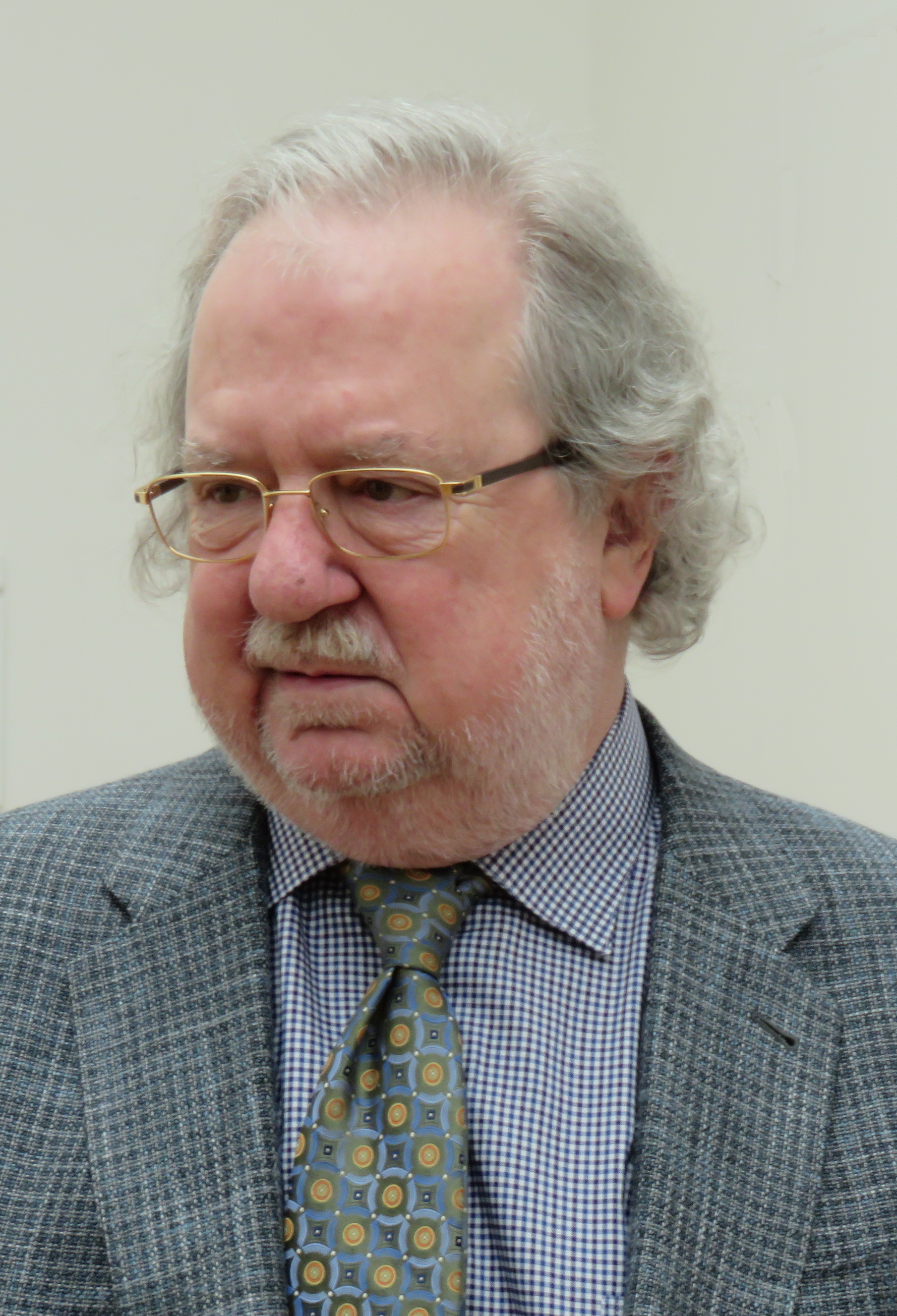
الأمريكي جيمس أليسون الحاصل على الجائزة في مجال المنتجات الطبية الحيوية، عام 2014.
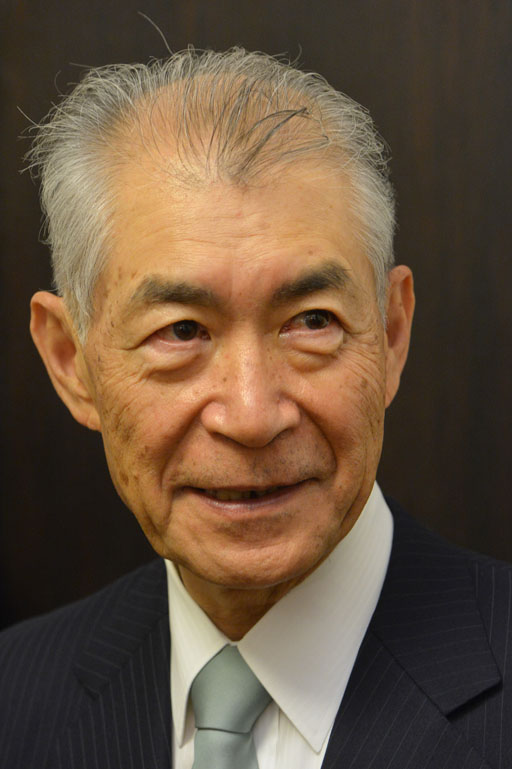
الياباني تاسوكو هونجو الحاصل على الجائزة في مجال المنتجات الطبية الحيوية، عام 2014.
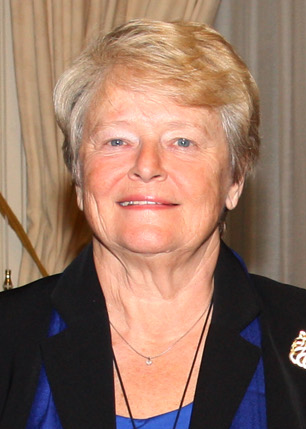
النرويجية غرو هارلم برونتلاند الحاصلة على الجائزة في مجال التنمية المستدامة، عام 2014.

## وصلات خارجية
- الموقع الرسمي للجائزة
- صموئيل يين
- صموئيل يين، جائزة تانغ
- الملياردير التيواني صموئيل يين يتبرع بأغلب ثروته للجمعيات الخيرية
- صموئيل يين يتبرع بمالة للفقراء

‌